# Куделінський Михайло Іванович
Куделінський Михайло Іванович (7 вересня 1872, Полтавська губернія — ?) — командир полку Дієвої Армії УНР.

## Життєпис
Закінчив Перше Київське Костянтинівське військове училище за 1-м розрядом у 1896 році. Станом на 1 січня 1910 року — капітан 31-ї артилерійської бригади у місті Білгород. У 1915 році — підполковник, командир 1-ї батареї 69-ї артилерійської бригади. Під час Першої світової війни нагороджений Георгіївською зброєю (9 березня 1915 року, за бій 27–28 серпня 1914 року). Останнє звання у російській армії — полковник.
У 1918 році — командир 2-го важкого гарматного полку Армії Української Держави, згодом — Дієвої Армії УНР. 
З червня 1919 року і до жовтня 1919 року — командир 1-го гарматного полку 1-ї гарматної Північної бригади Дієвої Армії УНР.
Подальша доля невідома.